# Peugeot 301 (1932)
Pour les articles homonymes, voir Peugeot 301.
La Peugeot 301 est une automobile du constructeur français Peugeot produite entre 1932 et 1936.

## Historique
Les Peugeot 301 étaient fabriquées à Sochaux et étaient les premiers modèles à être équipés de suspensions à l'avant à roues indépendantes. La tenue de route en était nettement améliorée et le volant ne vibrait plus.

## Technique
La 301 est dotée d'un moteur quatre-temps, quatre cylindres à soupapes latérales et vilebrequin à deux paliers, d'une boîte de vitesses à trois rapports non synchronisés et marche arrière. La transmission aux roues arrière se fait par arbre et pont rigide à différentiel. Allumage par dynamo et distributeur. Refroidissement liquide avec pompe à eau. Démarrage électrique et manuel par manivelle. Le freinage est assuré par quatre freins à tambour commandés par câbles sans répartiteur. Frein de parking à main sur les roues arrière.
Suspensions arrière par ressorts à lames longitudinaux et avant par un ressort à lames transversal. Quatre amortisseurs hydrauliques.
Le pare-brise est entr'ouvrable, les vitres fonctionnent à manivelles, les essuie glaces sont électriques, la jauge à essence au tableau de bord est commandée par flotteur et chaînette. L'éclairage 12 V est commandé par un bouton rotatif situé au centre du volant. Les 301 étaient livrées avec une batterie 12 Volts ou deux batteries de 6 Volts montées en série.
La 301 existait sous plusieurs carrosseries : berline quatre portes, familiale sur châssis long, coach deux portes, cabriolet.
La version utilitaire, dénommée 301 T, est produit de janvier à août 1933, carrossée en fourgon (code L3) et camionnette bâchée (code B3). Elle est suivie par le type MK, disposant d'une charge utile de 1,0 à 1,2 t, qui utilise la cabine de la 301 CR et son moteur. Le type MKD, sorti en 1934, garde la cabine de la 301 CR, puis de la 301 D à partir de 1935, mais reçoit le moteur de la 401. Le type MK 4 reçoit le moteur de la 402 dans la cabine de la 301 D (de 1936 à 1937). Parallèlement, les versions SKD (décembre 1933 - octobre 1934) et SKR (octobre 1934 - novembre 1936) du type SK (charge utile 0,6 à 0,7 t) utilisent le moteur de la 301 et la cabine de la 201.

## Galerie

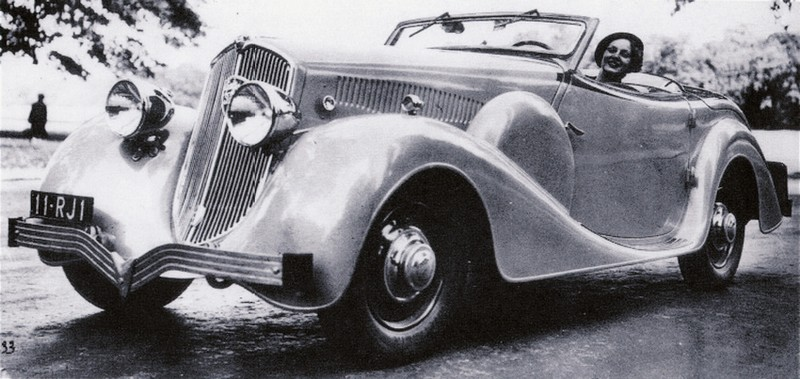
Peugeot 301 Éclipse de 1934.
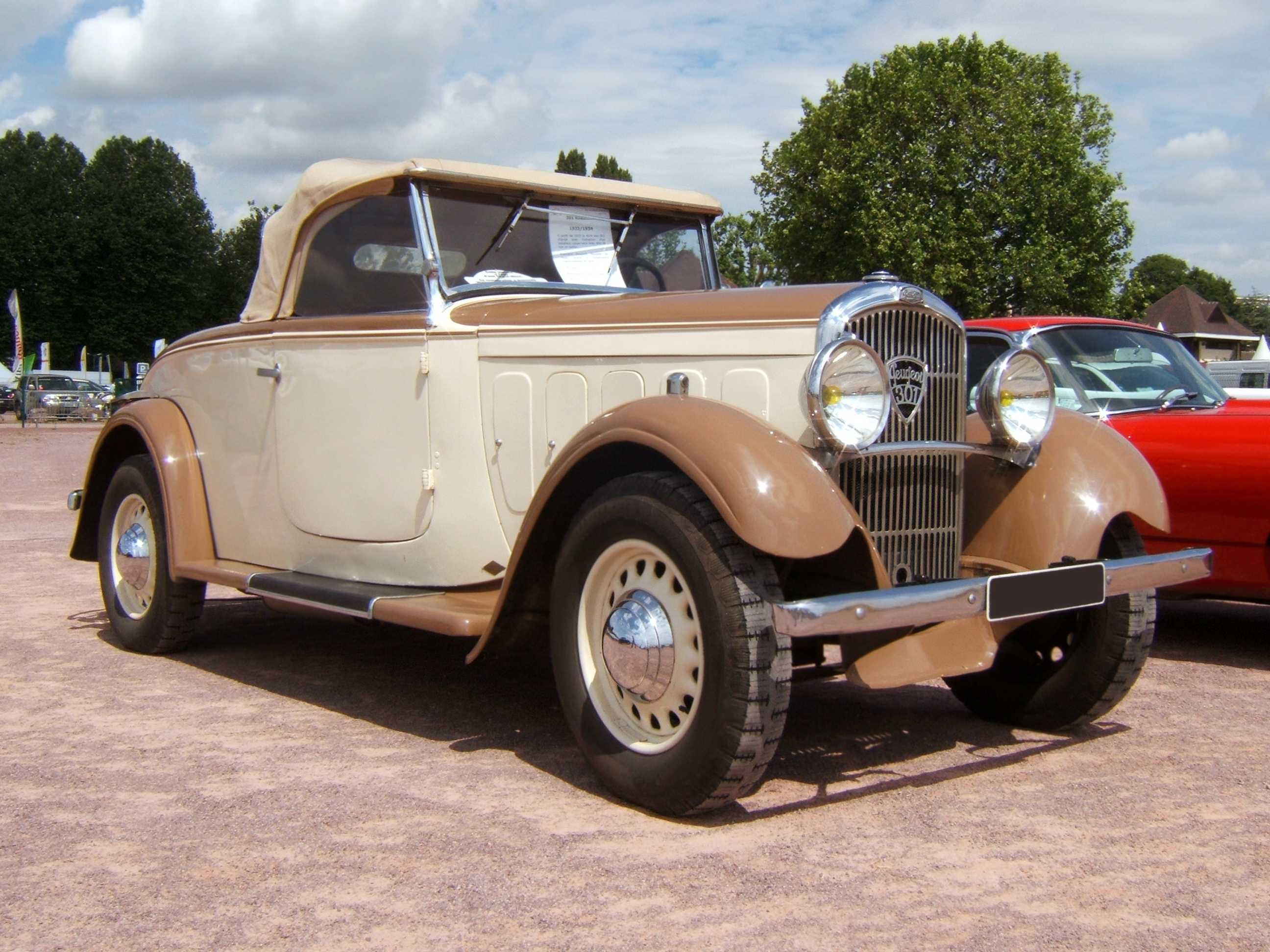
Une 301 cabriolet (1932-1934).
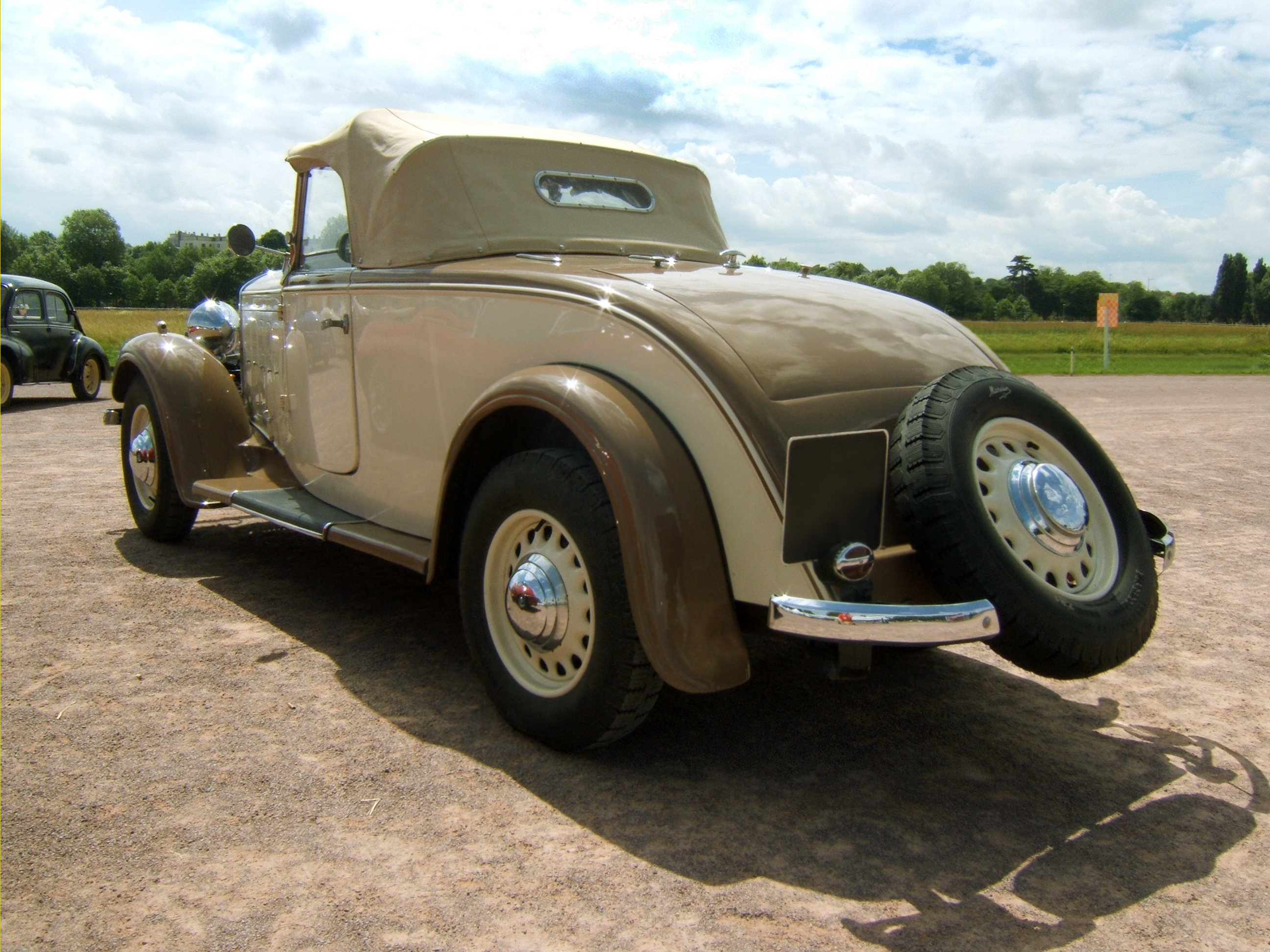
Poupe de 301 cabriolet.
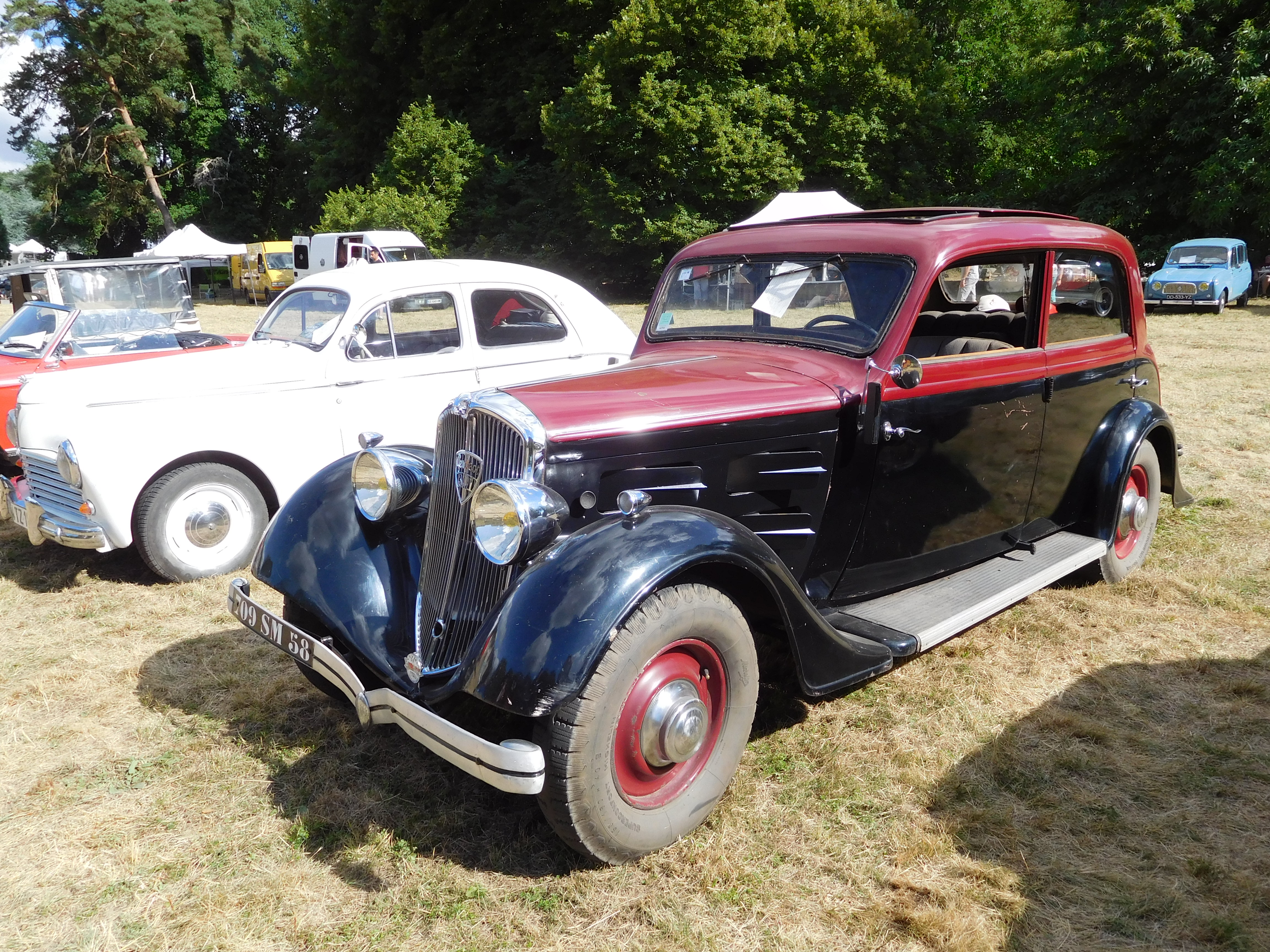
301 profilée de 1934.
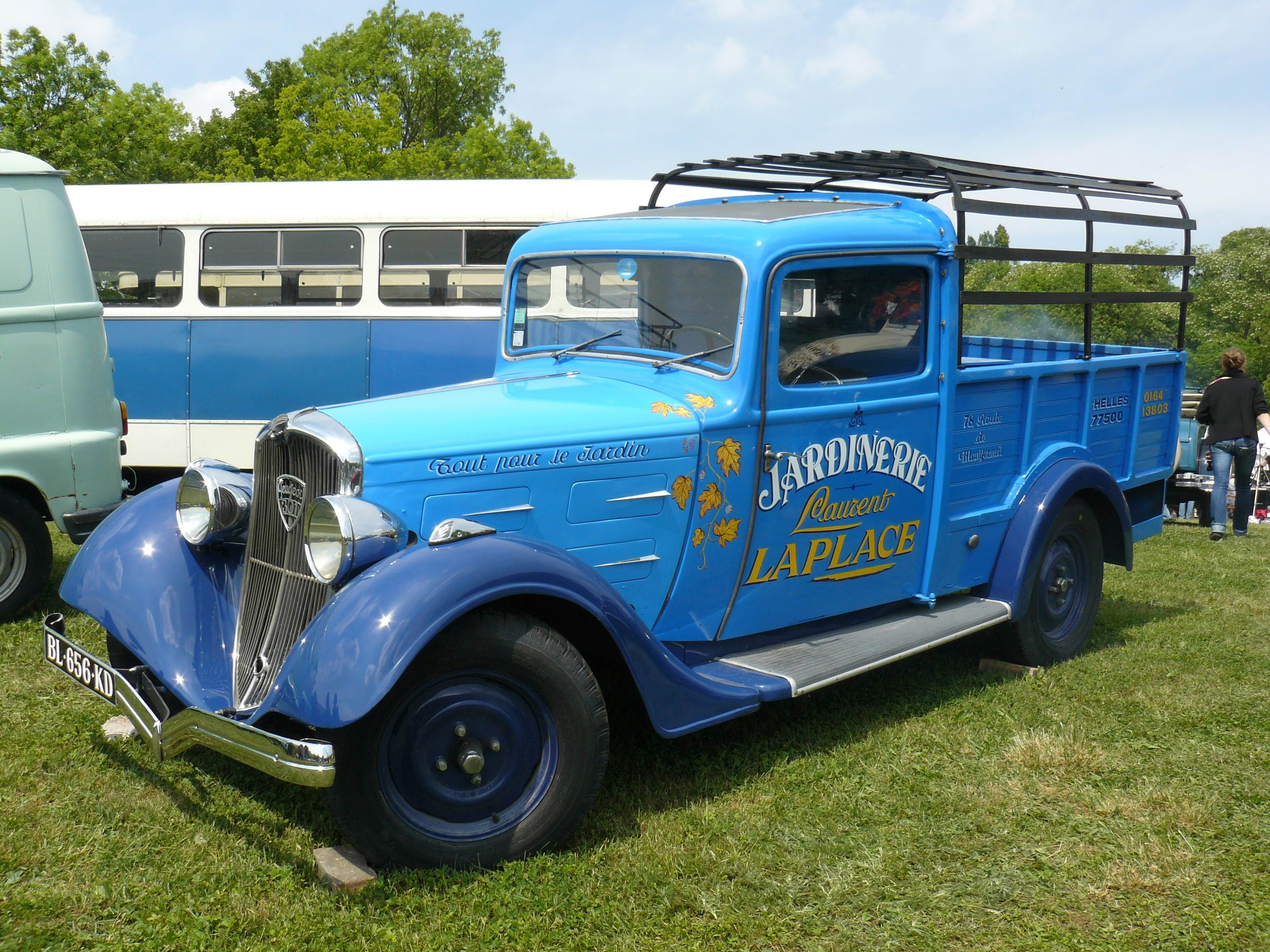
La 301 T, version utilitaire de la 301.
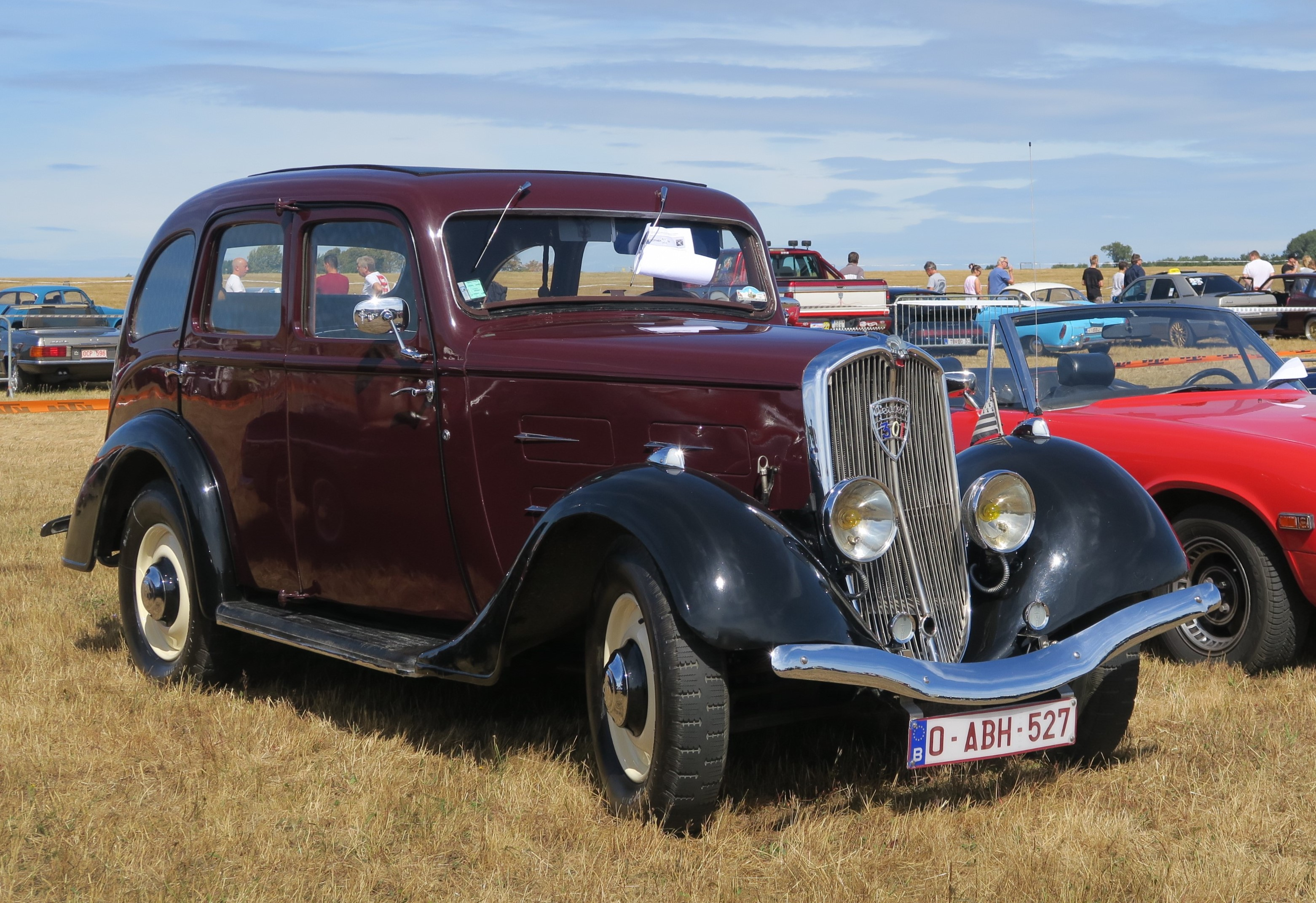
Peugeot 301 Berline.

## Dans la culture populaire
- Jean L'Hôte, l'écrivain et réalisateur lorrain, a fait de la Peugeot 301 un des « personnages » centraux de son roman à forte teneur autobiographique La Communale, qu'il porte lui-même au cinéma (La Communale) en 1965.